# 五諸侯五 (井宿)
雙子座φ，又名BD+27 1499，HD 64145、SAO 79774、HR 3067，是雙子座的一颗恒星，视星等为4.97，位于銀經194.19，銀緯24.7，其B1900.0坐标为赤經7h 47m 22.6s，赤緯+27° 24.7′ 29″。